# Aquí en la Tierra
Aquí en la Tierra es una serie de televisión de drama creada por Jorge Dorantes, Gael García Bernal y Kyzza Terrazas para Fox Premium, realizada y producida en México, producida por Fox Networks Group Latin America en colaboración con La Corriente del Golfo, siendo protagonizada por Alfonso Dosal, Tenoch Huerta y Paulina Dávila. La serie estrenó en Latinoamérica el 20 de abril de 2018, en Fox Premium Series.
En mayo de 2018, la serie fue renovada para una segunda temporada, que se estrenará el 17 de julio de 2020.

## Sinopsis

### Temporada 1
La serie se trata de los crímenes y secretos de una de las familias más influyentes de México, de cómo un joven humilde salta a través de las barreras sociales para ascender en la escalera económica y política, y de la concienciación de un joven heredero que lucha por esclarecer el asesinato de su padre, en un México muy parecido al actual, pero lejos de ser el mismo.

### Temporada 2
Para la segunda temporada, Carlos, comienza a percibir certezas sobre la muerte de su padre, mientras que Mario Rocha, busca mantener la verdad oculta y continuar carrera por la presidencia del país. El conflicto de San Marcos propicia un ascenso político y social para Adán quien, como agente de Rocha y líder de la causa, se convierte en un enemigo a considerar. El triángulo amoroso entre él, Carlos y Elisa estalla dando lugar a conflictos que repercutirán en sus vidas personales y políticas.

## Elenco
- Alfonso Dosal como Carlos Calles.
- Ténoch Huerta como Adán Cruz.
- Paulina Dávila como Elisa Rocha.
- Daniel Giménez Cacho como Mario Rocha.
- Ariadna Gil como Helena Ogarrio.
- Yoshira Escárrega como América Sánchez.
- Sofía Sisniega como Julia de la Peña.
- Ezequiel Díaz como Juan Pablo Berrondo.
- Gael García Bernal como El Pájaro.
- Teresa Ruiz como Nadia Basurto.
- Guillermo Ríos como Rufino Cruz.
- Francisco Barreiro como Óscar Salgado.
- Aidan Vallejo como Pato Rocha.
- Andrés Almeida como Tinoco.

## Temporadas
| Temporada | Temporada | Episodios | Episodios | Emisión original    | Emisión original        |
| Temporada | Temporada | Episodios | Episodios | Primera emisión     | Última emisión          |
| --------- | --------- | --------- | --------- | ------------------- | ----------------------- |
|           | 1         | 8         | 8         | 20 de abril de 2018 | 8 de junio de 2018      |
|           | 2         | 8         | 8         | 17 de julio de 2020 | 4 de septiembre de 2020 |

## Episodios

### Temporada 1 (2018)
| N.º en serie | N.º en temp. | Título               | Dirigido por        | Escrito por                                                            | Fecha de emisión original |
| --- | ------------ | -------------------- | ------------------- | ---------------------------------------------------------------------- | ------------------------- |
| 1 | 1            | «Sangre y Champaña»  | Gael García Bernal  | Gael García Bernal, Kyzza Terrazas & Jorge Dorantes                    | 20 de abril de 2018       |
| La vida de Carlos se ve alterada cuando su padre, el fiscal anticorrupción de la república, es encontrado muerto. La vida de Adán, el hijo del guardaespaldas de la familia de Carlos, también se ve perturbada por los disturbios populares contra la construcción de un nuevo aeropuerto avalado por el padrastro de Carlos. Amigos desde la infancia, a pesar de sus diferencias sociales, se verán obligados a enfrentar las circunstancias cambiantes de sus vidas. |              |                      |                     |                                                                        |                           |
| 2 | 2            | «Un pájaro»          | Everardo Gout       | Gael García Bernal, Kyzza Terrazas, Jorge Dorantes & Jacques Bonnavent | 27 de abril de 2018       |
| Carlos duda de la "versión oficial" sobre la muerte de su padre y decide empezar a investigar por su cuenta. Enfrentando a los insurgentes de San Marcos, Adán hace un movimiento audaz para ganarse la confianza del Gobernador Rocha. |              |                      |                     |                                                                        |                           |
| 3 | 3            | «Tiempos convulsos»  | Everardo Gout       | Gael García Bernal, Kyzza Terrazas, Jorge Dorantes & Jacques Bonnavent | 5 de mayo de 2018         |
| Carlos sigue investigando al presunto asesino de su padre, pero se encuentra en un callejón sin salida. El expresidente de México, Vicente Hurtado, decide apoyar a Rocha en la carrera presidencial. |              |                      |                     |                                                                        |                           |
| 4 | 4            | «San Marcos se arma» | Everardo Gout       | Gael García Bernal, Kyzza Terrazas, Jorge Dorantes                     | 11 de mayo de 2018        |
| Rocha se niega a negociar con sus rivales en las luchas internas presidenciales, ganándose nuevos enemigos. Carlos descubre a alguien del pasado de su padre y recupera la esperanza de descubrir la verdad. Adán insiste en buscar una solución pacífica al conflicto de San Marcos. |              |                      |                     |                                                                        |                           |
| 5 | 5            | «Persona protegida»  | Adrian Grunberg     | Gael García Bernal, Kyzza Terrazas, Jorge Dorantes & Jacques Bonnavent | 18 de mayo de 2018        |
| Carlos viaja a Canadá en busca de respuestas mientras toda la familia de Adán asiste a una cena ofrecida por Rocha para agradecer a Rufino, en agradecimiento por todos los servicios prestados. Elisa se acerca peligrosamente a Adán a pesar de la presencia de América. |              |                      |                     |                                                                        |                           |
| 6 | 6            | «Bufotenina»         | Mariana Chenillo    | Gael García Bernal, Kyzza Terrazas, Jorge Dorantes                     | 25 de mayo de 2018        |
| Las sombras del pasado alcanzan la salud de Helena. Estados Unidos llega a una decisión drástica que libera a Adán para vivir su relación con Elisa. Al enterarse del viaje a Canadá, Rocha teme que Carlos vaya demasiado lejos en sus investigaciones y decide jugar una carta arriesgada. |              |                      |                     |                                                                        |                           |
| 7 | 7            | «Bufotenina»         | Mariana Chenillo    | Gael García Bernal, Kyzza Terrazas, Jorge Dorantes                     | 25 de mayo de 2018        |
| Las sombras del pasado alcanzan la salud de Helena. Estados Unidos llega a una decisión drástica que libera a Adán para vivir su relación con Elisa. Al enterarse del viaje a Canadá, Rocha teme que Carlos vaya demasiado lejos en sus investigaciones y decide jugar una carta arriesgada. |              |                      |                     |                                                                        |                           |
| 7 | 7            | «Déjà Vu»            | Alonso Ruizpalacios | Gael García Bernal, Kyzza Terrazas, Jorge Dorantes                     | 1 de junio de 2018        |
| Un ataque sacude el escenario político mexicano y la vida de Rocha. Adán, impresionado por este evento, trata de averiguar si los rebeldes de San Marcos estuvieron involucrados. La necesidad de verdad de Carlos va demasiado lejos y termina en una lucha que puede costarle la libertad. |              |                      |                     |                                                                        |                           |
| 8 | 8            | «Profugos»           | Alonso Ruizpalacios | Gael García Bernal, Kyzza Terrazas, Jorge Dorantes & Jacques Bonnavent | 8 de junio de 2018        |
| Mientras Rocha intenta mover algunos hilos para salvar a su hijastro de la cárcel, Carlos está consumido por la duda. Adán se enfrenta una vez más a los líderes de San Marcos para pedirles que recobren el sentido común. |              |                      |                     |                                                                        |                           |

### Temporada 2 (2020)
| N.º en serie | N.º en temp. | Título                                      | Dirigido por         | Escrito por              | Fecha de emisión original |
| --- | ------------ | ------------------------------------------- | -------------------- | ------------------------ | ------------------------- |
| 9 | 1            | «La llorona»                                | Daniel Giménez Cacho | Guion de: Kyzza Terrazas | 17 de julio de 2020       |
| Se revelan algunos de los misterios que rodean a Pía, El Pájaro y cómo Rocha, Landa y los Hurtado están involucrados en una oscura trama de intereses políticos que tienen lugar en las catacumbas del poder. |              |                                             |                      |                          |                           |
| 10 | 2            | «Desaparecer es como sonreír»               | —                    | —                        | 24 de julio de 2020       |
| 11 | 3            | «Sino es por teléfono, será por televisión» | —                    | —                        | 31 de julio de 2020       |
| 12 | 4            | «La paz perpetua»                           | —                    | —                        | 7 de agosto de 2020       |
| 13 | 5            | «Ratonera»                                  | —                    | —                        | 14 de agosto de 2020      |
| 14 | 6            | «El regreso»                                | —                    | —                        | 21 de agosto de 2020      |
| 15 | 7            | «Arranca la campaña»                        | —                    | —                        | 28 de agosto de 2020      |
| 16 | 8            | «Mi cuerpo será un cadáver»                 | —                    | —                        | 4 de septiembre de 2020   |

## Producción

### Desarrollo
En junio de 2017, se anunció que FOX, había ordenado la producción de la serie y esta sería para Fox Premium, creándose aproximadamente ocho episodios para la primera temporada y contará con la dirección de los mexicanos Everardo Gout, Mariana Chenillo y Alonso Ruiz Palacios. Por su parte, la producción estuvo a cargo de Leandro Halperin y Stacy Perskie. En mayo de 2018, se anunció que la serie fue renovada para una segunda temporada. La segunda temporada tendrá la dirección de Gabriel Ripstein, Daniel Giménez Cacho y Mariana Chenillo, y los guiones de Kyzza Terrazas y Jorge Dorantes.

### Casting
Para la primera temporada se anunció junto con la producción de la serie, que Gael García Bernal, Alfonso Dosal, Tenoch Huerta, Daniel Giménez Cacho, Yoshira Escárrega, Sofía Sisniega, Paulina Dávila y Ariadna Gil serían los protagonistas de la serie y que Luis Gnecco, participaría como invitado especial. Para la segunda temporada, junto con la producción de la temporada, se anunció que Adriana Barraza, Krystian Ferrer y Natasha Dupeyrón, se unirían al elenco de la temporada.

### Rodaje
El rodaje de esta nueva producción de corte político se extenderá por doce semanas y tendrá lugar en la Ciudad de México y en Montreal en Canadá. El rodaje de la segunda temporada, se llevó a cabo en la Ciudad de México y en la Patagonia en Argentina.